# Domoina Rabeantoandro
Domoina Rabeantoandro es una deportista malgache que compitió en judo. Ganó una medalla de bronce en el Campeonato Africano de Judo de 1996, en la categoría de –56 kg.

## Palmarés internacional
| Campeonato Africano | Campeonato Africano   | Campeonato Africano | Campeonato Africano |
| Año                 | Lugar                 | Medalla             | Categoría           |
| ------------------- | --------------------- | ------------------- | ------------------- |
| 1996                | Sudáfrica (Sudáfrica) | Medalla de bronce   | –56 kg              |